# Riverside-Albert
Riverside-Albert är en ort i Kanada.   Den ligger i provinsen New Brunswick, i den östra delen av landet, 900 km öster om huvudstaden Ottawa. Riverside-Albert ligger 2 meter över havet och antalet invånare är 320.
Terrängen runt Riverside-Albert är kuperad åt nordväst, men åt sydost är den platt. Havet är nära Riverside-Albert åt sydost. Trakten är glest befolkad. Det finns inga andra samhällen i närheten. 